# Boronia rupicola
Boronia rupicola är en vinruteväxtart som beskrevs av M. F. Duretto. Boronia rupicola ingår i släktet Boronia och familjen vinruteväxter. Inga underarter finns listade i Catalogue of Life.